# Goede tijden, slechte tijden (seizoen 26)
Het zesentwintigste seizoen van Goede tijden, slechte tijden startte op 31 augustus 2015. Het seizoen werd elke werkdag uitgezonden op RTL 4. In december 2020 werd het volledige seizoen uitgebracht op dvd.

## Rolverdeling

### Aanvang
Het zesentwintigste seizoen telde 220 afleveringen (aflevering 5186-5405)
| Acteur               | Personage       | Afleveringen |
| -------------------- | --------------- | ------------ |
| Jette van der Meij   | Laura Selmhorst | Hele seizoen |
| Bartho Braat         | Jef Alberts     | 5186–5289    |
| Caroline De Bruijn   | Janine Elschot  | Hele seizoen |
| Erik de Vogel        | Ludo Sanders    | Hele seizoen |
| Inge Schrama         | Sjors Langeveld | Hele seizoen |
| Everon Jackson Hooi  | Bing Mauricius  | Hele seizoen |
| Marly van der Velden | Nina Sanders    | Hele seizoen |
| Ruud Feltkamp        | Noud Alberts    | Hele seizoen |
| Marjolein Keuning    | Maxime Sanders  | Hele seizoen |
| Ferry Doedens        | Lucas Sanders   | 5186–5274    |
| Joep Sertons         | Anton Bouwhuis  | Hele seizoen |
| Guido Spek           | Sjoerd Bouwhuis | Hele seizoen |
| Robin Martens        | Rikki de Jong   | Hele seizoen |
| Dilan Yurdakul       | Aysen Baydar    | Hele seizoen |
| Beau Schneider       | Tim Loderus     | 5186–5333    |
| Pip Pellens          | Wiet van Houten | 5186–5317    |
| Miro Kloosterman     | Thijs Kramer    | Hele seizoen |
| Barbara Sloesen      | Anna Brandt     | Hele seizoen |
| Gaby Blaaser         | Sacha Kramer    | Hele seizoen |
| Babette van Veen     | Linda Dekker    | Hele seizoen |
| Buddy Vedder         | Rover Dekker    | Hele seizoen |

### Nieuwe rollen
De rollen die in de loop van het seizoen werden geïntroduceerd als belangrijke personages
| Acteur        | Personage     | Afleveringen |
| ------------- | ------------- | ------------ |
| Stijn Fransen | Sam Dekker    | 5267–5405    |
| Ferri Somogyi | Rik de Jong   | 5276–5405    |
| Jord Knotter  | Job Zonneveld | 5276–5405    |

### Bijrollen
| Acteur          | Personage     | Afleveringen |
| --------------- | ------------- | ------------ |
| Holly Mae Brood | Amy Kortenaer | 5359–5405    |
| Soy Kroon       | Sil Selmhorst | 5361–5405    |